# George Graham (fotbollsspelare)
George Graham, född 30 november 1944 i Bargeddie, North Lanarkshire, Skottland, är en skotsk före detta fotbollsspelare och fotbollstränare. 
Han är mest känd för sina framgångar med Arsenal. Först som spelare när laget vann både ligan och FA-cupen 1971, och sedan som tränare när han vann två ligatitlar 1989 och 1991 samt fyra cuptitlar med Arsenal. Han vann även Ligacupen med Tottenham 1999.

## Spelarkarriär
Trots att han är född i Skottland, spelade George Graham i England under hela karriären. Han började sin proffskarriär som 17-åring i Aston Villa. Han spelade tre säsonger i Birminghamklubben, men spelade bara åtta matcher – en av dem var förlusten mot Birmingham City i ligacupfinalen 1963.
Han värvades av Chelsea i juli 1964, gjorde 35 mål på 72 matcher och var med om att vinna Ligacupen. 1966 köpte Arsenal honom för 75 000 pund. I Arsenal började han som centerforward, men flyttade så småningom ner som inner (offensiv mittfältare). Graham var en viktig kugge i det Arsenal som vann både ligan och FA-cupen 1971, men när Alan Ball värvades, hamnade han utanför laget, och såldes till Manchester United för 120 000 pund i december 1972.
Han tillbringade två år i United innan han avslutade karriären i Portsmouth och Crystal Palace. Graham spelade även tolv landskamper för Skottland.

## Tränarkarriär
Efter att ha slutat som spelare, blev Graham tränare i Crystal Palace och senare Queens Park Rangers. 1983 fick han jobbet som manager i Millwall, och tog upp klubben till Division 2. 
I maj 1986 blev han manager för Arsenal, som inte hade vunnit en titel sedan FA-cupen 1979. Med Graham som tränare slutade Arsenal på en fjärdeplats i den engelska ligan, men klubben skulle börja vinna titlar igen. Den 5 april 1987 vann Arsenal Ligacupfinalen på Wembley när de besegrade Liverpool. Året därpå slutade laget sexa i ligan men Arsenal gick åter till Ligacupfinal på Wembley men förlorade, något överraskande mot Luton.  
Graham hade tagit fram och utvecklat flera unga spelare från Arsenals egna akademi som Tony Adams, David Rocastle, Michael Thomas och Paul Merson. Graham hade även en förmåga att hitta mindre kostsamma fotbollsspelare i Division 2, att ersätta äldre spelare som lämnat klubben. Med hans komponerade fyrbackslinje som bestod av Lee Dixon, Tony Adams, Steve Bould och Nigel Winterburn hade klubben nu arbetat upp en framgångsrik defensiv.  
Det hade gått 18 år sedan Arsenal senast vann den engelska ligan 1971, då Graham själv var spelare för klubben. Den 26 maj 1989 blev Arsenal mästare när de besegrade de stora titelfavoriterna Liverpool på Anfield, när ligan avgjordes i säsongens sista match. Arsenal var tvungna att vinna med två mål för att vinna ligan, och med bara sekunder kvar av matchen gjorde Michael Thomas det avgörande 2-0 målet. Det har blivit ett legendariskt ögonblick i klubbens historia. Boken Fever Pitch tar upp händelsen, och 2017 släpptes det även en dokumentärfilm, "89".
Säsongen därefter drabbades truppen av en slags baksmälla av fjolårets framgång och slutade på en fjärdeplats i ligan 1990. Samtliga spelare som varit framgångsrika föregående säsong, som Rocastle, Thomas och Alan Smith, nådde inte samma nivå. Men George Graham förstärkte truppen på sommaren 1990 med den svenska tekniska mittfältaren Anders Limpar och målvakten David Seaman. Nyförvärven blev succé, Alan Smith blev skyttekung och Arsenal kunde återigen vinna den engelska ligan 1991, efter att endast ha förlorat en enda ligamatch mot Chelsea på Stamford Bridge i den 24:e omgången.
I september 1991 köptes målskytten Ian Wright, som vann skytteligan, men Arsenal lyckades ändå bara ta en fjärdeplats i ligan 1992, trots att klubben avslutade säsongen starkt med 17 raka matcher utan förlust. Arsenal blev även utslagna av Sven-Göran Erikssons Benfica i Europacupen, vilket därefter skulle förändra Grahams spelsystem till en mer defensiv taktik.
1992/93 gick det sämre i den nystartade Premier Leauge, men Arsenal avancerade till final i både Ligacupen och FA-cupen mot Sheffield Wednesday, där Roland Nilsson spelade. Arsenal vann båda cuperna på Wembley, dock utan Limpar på planen. Han var skadad, sedan petad från startelvan, hade dispyter med Graham, och fick därefter lämna Arsenal i mars 1994.
Efter en fjärdeplats i Premier League, spelade Arsenal den 4 maj 1994, final i Cupvinnarcupen mot italienska Parma, där Tomas Brolin var en av det italienska lagets främsta spelare. Parma var titelfavoriter och skapade flera målchanser i matchen, men med George Grahams framgångsrika defensiva taktik kunde Arsenal vinna finalen på Parken med 1-0. Det blev Grahams sista titel med Arsenal. 
Han blev känd för sin stränga och hårt disciplinerade ledarstil, och gav enskilda spelare en elak behandling, enligt spelarna Limpar och engelska mittfältaren Paul Davis egna utsago. Graham kritiserades också av supportrar för sitt tilltagande defensiva spelsätt. Stefan Schwarz köptes in sommaren 1994, men han blev under säsongen missnöjd med Grahams spelsystem och taktik.    
Den 21 februari 1995 fick Graham sparken efter att det uppdagats att han hade tagit emot 425 000 pund i mutor från den norske agenten Rune Hauge i samband med värvningarna av den norska försvararen Pål Lydersen och danska mittfältaren John Jensen. Som straff blev Graham avstängd från fotbollen i ett år.
George Graham blev en av Arsenals mest framgångsrika tränare någonsin i klubbens historia.
I september 1996 var Graham tillbaka, den här gången i Leeds United. Under Grahams andra säsong i Leeds kom man på femte plats och säkrade en plats i UEFA-cupen.
I oktober 1998 lämnade han Leeds för att ta hand om Tottenham Hotspur. Fem månader efter att han fått jobbet ledde han laget till seger över Leicester City i ligacupfinalen. Tottenham lyckades dock aldrig bli något topplag, och Graham fick sparken i mars 2001 efter att ha kommit på kant med nye ägaren Daniel Levy. George Graham har sedan dess inte tränat något lag.

## Meriter

### Som spelare
Aston Villa
- Finalist Ligacupen 1963

 Chelsea
- Seger Ligacupen 1965
- Finalist FA-cupen 1965

 Arsenal
- Finalist i Ligacupen 1968, 1969
- Seger Mässcupen 1970
- Engelsk ligamästare 1971
- Seger FA-cupen 1971
- Finalist FA-cupen 1972

### Som tränare
Millwall
- Uppflyttning till division två 1985

 Arsenal
- Seger Ligacupen 1987, 1993
- Finalist Ligacupen 1988
- Engelsk ligamästare 1989, 1991
- Seger FA-cupen 1993
- Seger Cupvinnarcupen 1994

 Tottenham Hotspur
- Seger Ligacupen 1999